# Малинин, Константин Иванович
Константин Иванович Малинин (26 декабря 1915, Москва, СССР — 11 октября 1995, Москва) — советский футболист и хоккеист с мячом, полузащитник, заслуженный мастер спорта СССР. Чемпион III Летней Рабочей Олимпиады в Антверпене (1937).

## Биография
Воспитанник дворового футбола. Играл за московские клубы ЦДКА, московский «Спартак» и одесский «Спартак». Всего в чемпионатах СССР отыграл 193 встречи, в которых забил 11 голов. Выступал за сборную Москвы. В составе «Спартака» в 1937 году принимал участие во встрече с командой Басконии, выиграл III Всемирную рабочую Олимпиаду в Антверпене, а также играл на рабочем Кубке Мира в Париже.
Также играл в хоккей с мячом до 1952 года, когда команда «Спартака» по хоккею с мячом была расформирована.
В 1953 году работал главным тренером в клубе «Локомотив» (Комсомольск-на-Амуре).
После завершения карьеры игрока более 20 лет (1961—1982) был заместителем директора детского городка «Лужники». Впоследствии преподавал на кафедре физкультуры МАДИ (1982—1995).
Похоронен на Востряковском кладбище.

## Достижения

### Футбол
В составе Спартак (Москва):
- Чемпион СССР: 1939.
- Бронзовый призёр: 1940, 1948, 1949.
- Обладатель Кубка СССР: 1939, 1946, 1947, 1950.
- Финалист Кубка СССР: 1948.
- Победитель III летней рабочей Олимпиады в Антверпене 1937 (как один из футболистов, усиливших на этом турнире «Спартак» — 3 игры)

### Хоккей с мячом
- Бронзовый призёр чемпионата СССР (2): 1950, 1951
- Включался в список 22 лучших игроков сезона (3): 1950, 1951, 1952